# パイオニア・ヴィーナス計画

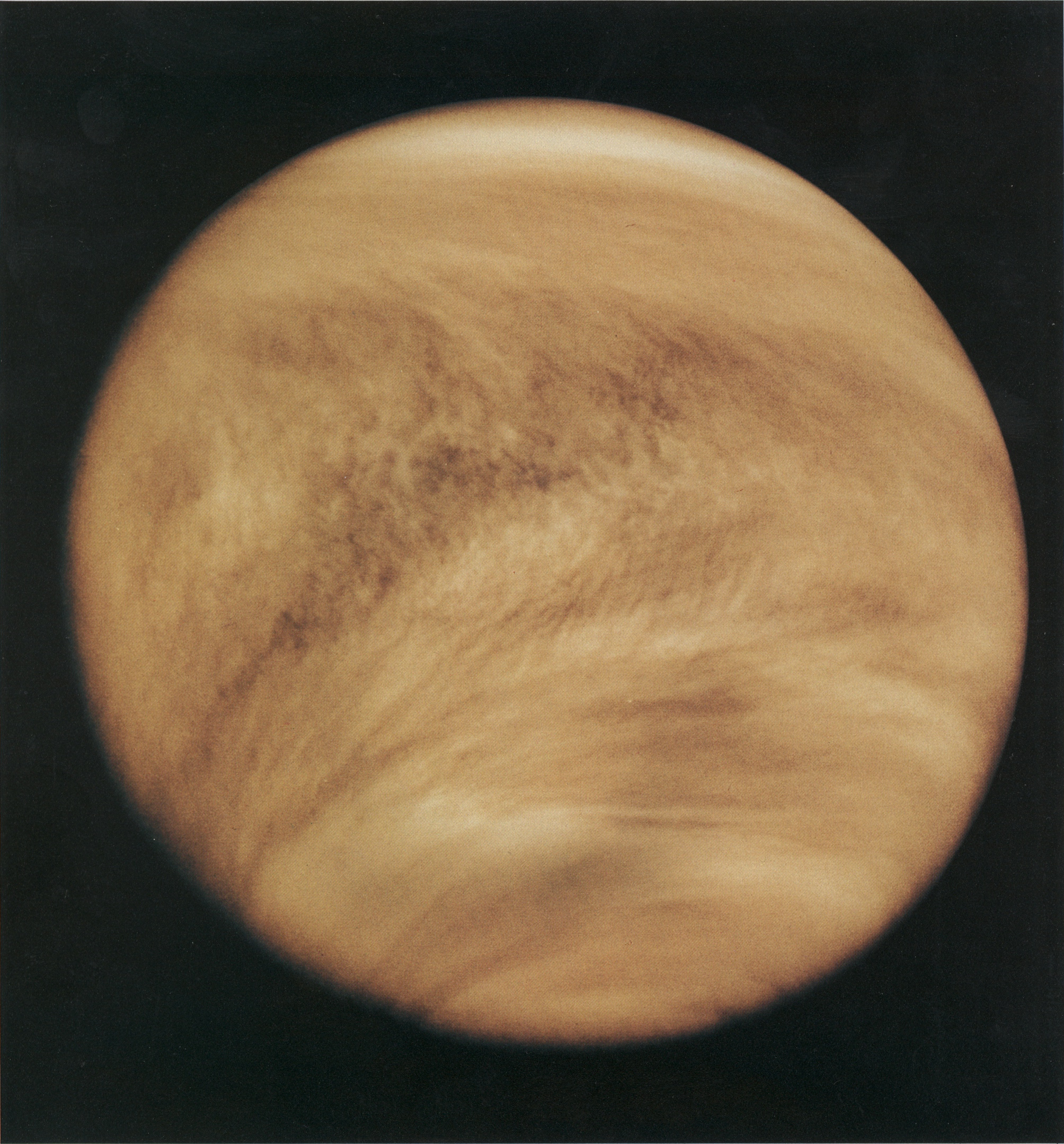
パイオニア・ヴィーナス・オービターによって紫外線で観測された1979年の金星の雲の構造

パイオニア・ヴィーナス計画（パイオニア・ヴィーナスけいかく、Pioneer Venus project）は、別々に打ち上げられた2機の探査機によって行われた。パイオニア・ヴィーナス1号（パイオニア・ヴィーナス・オービター）は1978年に打ち上げられて軌道投入後十数年にわたって金星を探査し、パイオニア・ヴィーナス2号（パイオニア・ヴィーナス・マルチプローブ）は4つの小さなプローブを金星の大気中に運んだ。アメリカ航空宇宙局のエイムズ研究センターがパイオニア計画の一環として運用した。

## パイオニア・ヴィーナス・オービター

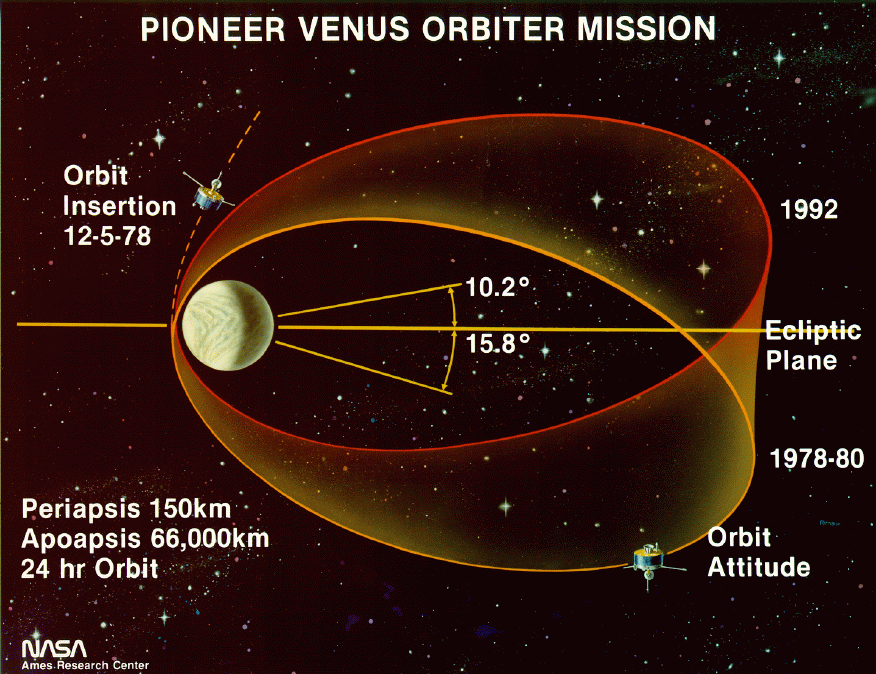
1978年から1980年と1992年のパイオニア・ヴィーナス・オービターの軌道高度

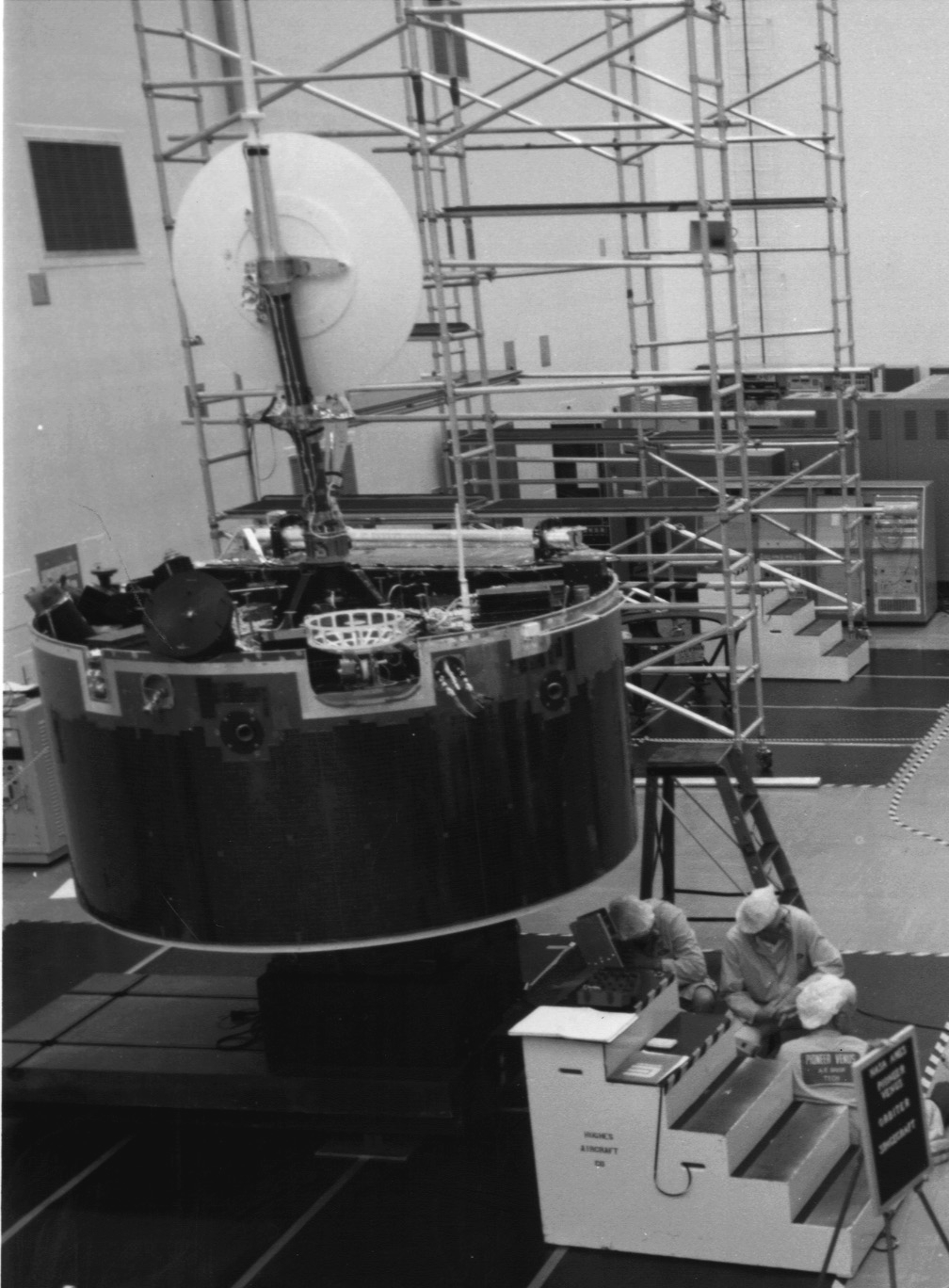
ケネディ宇宙センターのパイオニア・ヴィーナス・オービター

パイオニア・ヴィーナス・オービターは、1978年12月4日に金星の楕円軌道に入った。オービターは直径2.5m、高さ1.2mの平たい円筒形で、後方の4.7mのブームの先に付く磁気センサを除き、全ての機器とシステムが前端に収められている。円筒の周囲には太陽電池が展開し、デスパンアンテナが地球とのS帯及びX帯の通信を担った。ヒューズ・エアクラフト社によって製造された。

### 実験機器
パイオニア・ヴィーナス・オービターは、合計45kgになる17個の実験機器を運んだ。
- 雲写真旋光計(OCPP)は、雲の垂直分布を測定した。
- 地表レーダーマッパー(ORAD)は、地形と地面の特徴を決定した。観測は、地表から4,700km以内に近づいた時に行われた。周波数1.757GHz、強さ20Wの信号がS帯で伝送され、地表で反射されたエコーが分析された。近点での解像度は、23×7kmであった。
- 赤外線放射計(OIR)は、金星の大気からの赤外線放射を測定した。
- 紫外線分光計(OUVS)は、散乱または放射紫外線を測定した。
- 中性質量分析器(ONMS)は、大気上層の組成を決定した。
- 太陽風プラズマ分析器(OPA)は、太陽風の性質を測定した。
- 磁気センサ(OMAG)は、金星の磁場を観測した。
- 電界検出器(OEFD)は、太陽風とその相互作用を調査した。
- 電子温度計(OETP)は、電離圏の熱的性質を調査した。
- イオン質量分析器(OIMS)は、電離圏のイオン組成を決定した。
- 荷電粒子逆電圧分析器(ORPA)は、電離圏の粒子を調査した。
- 2つの電波科学実験装置は、金星の重力場を決定した。
- 電波掩蔽実験装置は、大気の性質を調査した。
- 大気抵抗実験装置は、上層大気を調査した。
- ガンマ線バースト検出器(OGBD)は、ガンマ線バーストを記録した。
- 大気と太陽風の乱流の測定。

### ミッションの詳細
1980年7月に金星の軌道に入り、レーダーの補助と電離圏の測定のために近点は142kmから253kmの間に保たれ、遠点66,900kmの周期24時間の楕円軌道を回った。その後、近点は最高2290kmまで引き上げられ、燃料の節約のため再び下げられた。1991年、レーダーマッパーが再起動され、到着したマゼランとともに、以前はできなかった南半球の調査を行った。1992年5月、ミッションの最終段階に入り、燃料が枯渇して8月に大気圏再突入して燃え尽きるまで、近点は150kmから250kmに保たれた。

### 結果
パイオニア・ヴィーナス・オービターのレーダー高度計のデータから、金星表面の最初の地形図が作られた。

## パイオニア・ヴィーナス・マルチプローブ

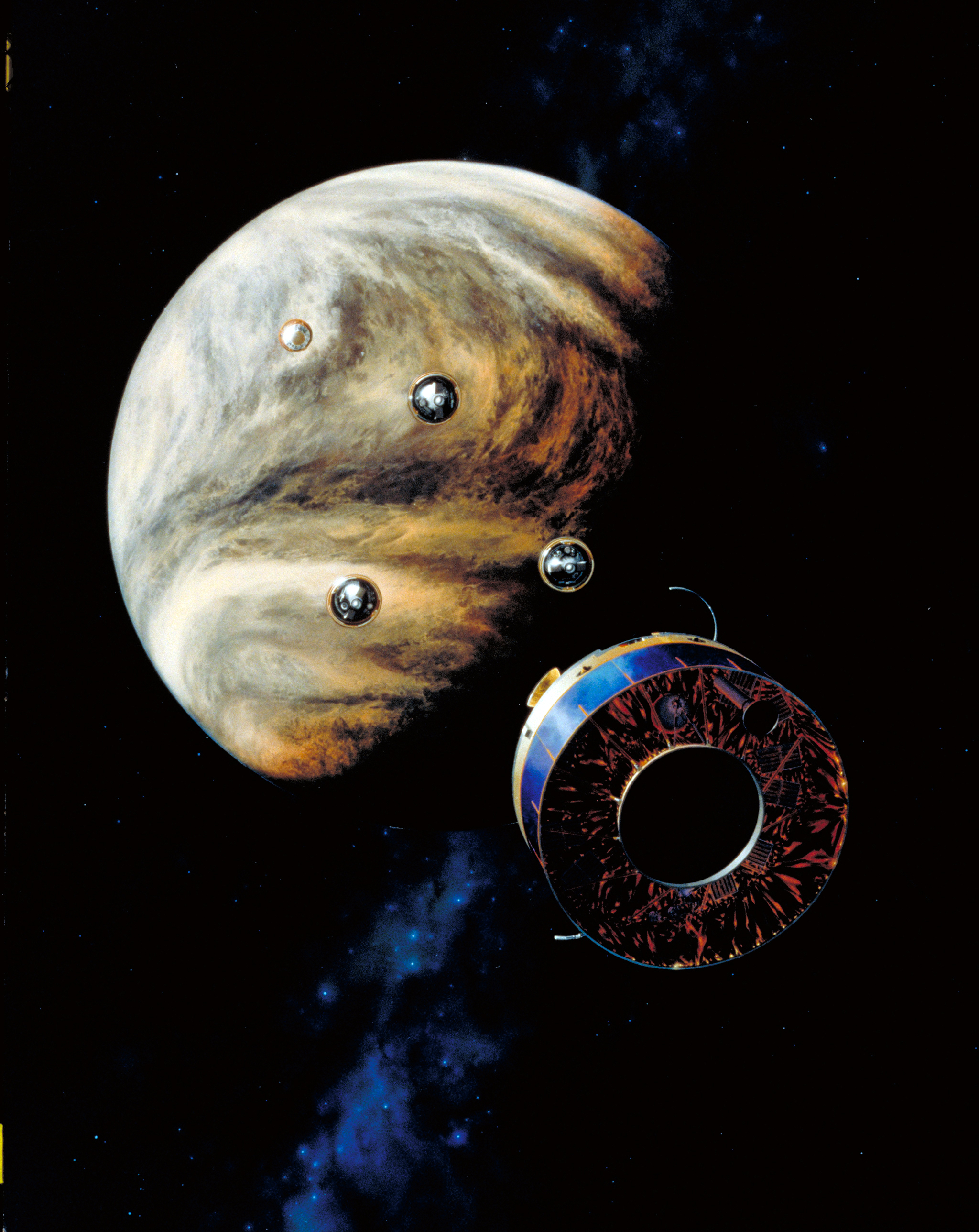
パイオニア・ヴィーナス・マルチプローブ

パイオニア・ヴィーナス・マルチプローブは、1つの大きなプローブと3つの小さなプローブを運ぶ1つのバスから構成された。そのプローブのいずれも写真を撮影する能力はなく、土壌の分析もできなかった。また、ソフトランディングさえできず、地上で活動できれば幸運と考えられていた。大きなプローブのパラシュートはある程度の高度で切り離されるように設計してあり、小さなプローブにはパラシュートもなかった。大気圏に突入した全てのプローブは少なくとも衝突の瞬間までは、金星の厚い大気の中で機能していたが、衝突後もかなりの時間、機能を保ったのは1つだけであった。
大きなプローブは、1978年11月16日、3つの小さなプローブは11月20日に放出された。4つとも12月9日に、バスに続いて金星の大気圏に突入した。
|                        | 大プローブ       | 北プローブ      | 昼プローブ        | 夜プローブ       | バス                     |
| ---------------------- | ---------------- | --------------- | ----------------- | ---------------- | ------------------------ |
| 大気圏突入時刻 (200km) | 18:45:32         | 18:49:40        | 18:52:18          | 18:56:13         | 20:21:52                 |
| 衝突時刻               | 19:39:53         | 19:42:40        | 19:47:59          | 19:52:05         | (信号は高度110kmで途絶)  |
| 信号途絶時刻           | 19:39:53         | 19:42:40        | 20:55:34          | 19:52:07         | 20:22:55                 |
| 衝突地点               | 北緯4.4東経304.0 | 南緯59.3東経4.8 | 南緯31.3東経317.0 | 南緯28.7東経56.7 | 南緯37.9東経290.9 (推定) |
| 太陽天頂角度           | 65.7             | 108.0           | 79.9              | 150.7            | 60.7                     |
| 金星時間               | 7:38             | 3:35            | 6:46              | 0:07             | 8:30                     |

### バス
パイオニア・ヴィーナス・バスは、浅い進入角度で金星の大気圏に突入し、突入に伴う熱で破壊されるまでデータを伝送した。その目的は、地表までの大気の構造と組成、雲の性質と組成、大気下層の放射場とエネルギー交換、局地的な大気循環パターンの調査である。
バスは直径2.5mの円筒型で、重さは290kgであり、プローブが大気下層で減速するまで測定を行わなかったため、金星の大気上層の様子を唯一直接見せてくれた。
熱シールドもパラシュートも持たず、バスはイオン質量分析器(BIMS)と中性質量分析器(BNMS)を用いて、1978年12月9日に高度約110kmで崩壊するまで測定を続けた。

### 大プローブ
パイオニア・ヴィーナス大プローブは、7つの測定機器を備え、それらは密閉された球形の加圧容器の中に収められた。科学機器は、次の通りである。
- 中性質量分析器は、大気の組成を測定した。
- ガスクロマトグラフィーは、大気の組成を測定した。
- 太陽流束放射計は、大気を透過する太陽流束を測定した。
- 赤外線放射計は、赤外線放射の分布を測定した。
- 雲粒子サイズ分光計は、粒子の大きさと形を測定した。
- 比濁計は、雲の粒子を探索した。
- 温度、気圧、加速度のセンサー

加圧容器は、船尾の保護カバー内に収められた。金星の夜の側の赤道付近で約11.5km/sの速度で大気圏突入し、高度47kmでパラシュートが展開した。大プローブの直径は約1.5mで、加圧容器自体の直径は73.2cmであった。

### 小プローブ
3つの小プローブはどれも同じ形で、直径は0.8mであった。これらのプローブも防護殻に囲まれた球形の加圧容器から構成されていたが、大プローブと異なり、パラシュートはなく、防護殻はプローブから分離しなかった。
それぞれの小プローブは、大気中の放射エネルギーの源と滞留の分布をマッピングするための比濁計と温度、気圧、加速度のセンサー、流束放射計を備えていた。4つのプローブからの無線信号は、風、乱流、大気の伝搬を調べるのにも用いられた。
小プローブは、それぞれ金星の異なる地点を目標とし、それに応じた名前が付けられた。
- 北プローブは、昼の側の北緯60°の地点で大気圏に突入した。
- 夜プローブは、夜の側で大気圏に突入した。
- 昼プローブは、昼の側で大気圏に突入し、衝突後も1時間以上信号を送信した唯一のプローブとなった。

## 1986年のハレー彗星の観測
金星を周回するパイオニア・ヴィーナス・オービターは、1986年2月にハレー彗星が太陽の後ろに隠れた時、それを最前列で観測することができた。2月9日にハレー彗星が近日点にいた時には、紫外線分光計で水の消失を観測した。